# X Проливен легион
X Проливен легион (на латински: Legio X Fretensis) е римски легион, съществувал от 41 година пр. Хр. до около 410 година.
Образуван от Октавиан Август през по време на Сицилианската гражданска война, легионът участва в битките при Наулох и Акциум, а след гражданските войни е разположен в Юдея, след това в Сирия. Взима участие във войните срещу Партското царство и потушаването на еврейските бунтове.